# Harry Ferdinand Olson
Harry Ferdinand Olson (* 28. Dezember 1901 in Mount Pleasant, Iowa; † 1. April 1982) war 1955 zusammen mit Herbert Belar Erfinder des Synthesizers.

## Leben
Er erlangte an der University of Iowa 1924 seinen Bachelor, 1925 seinen Master und 1928 seinen Doktor. 1928 ging er zu RCA und entwickelte das unidirektionale Mikrofon. Während des Zweiten Weltkriegs entwickelte er Unterwassermikrofone. In den späten 1940ern erarbeitete er die Standards für HiFi. 1952 wurde er Fellow der American Physical Society, 1959 Mitglied der National Academy of Sciences.
1962 stellte er ein Sprach-Verarbeitungs-System zur Spracherkennung und Sprachsynthese vor.

## Werke
- Music, physics and engineering